# Hans-Joachim Becke
Hans-Joachim Becke (* 26. Januar 1915 in Burg an der Wupper (heute zu Solingen); † 15. Oktober 2000 in Bonn) war ein Major der Wehrmacht und Brigadegeneral des Heeres der Bundeswehr.

## Leben

### Reichswehr und Wehrmacht
Becke, Sohn eines Apothekers, trat am 29. Oktober 1934 als Offizieranwärter beim Infanterie-Regiment 18 in Soest in die Reichswehr ein. Am 1. April 1937 wurde er zum Leutnant befördert und war bis November 1939 Zugführer, Ordonnanzoffizier Bataillons-Adjutant und Kompaniechef im Infanterie-Regiment 64 in Soest, wo er am 1. August 1939 zum Oberleutnant ernannt wurde. Ab dem 8. November 1939 war er Kompaniechef im Schützen-Regiment 4, das aus dem Infanterie-Regiment 64 entstanden war und mit diesem in Russland eingesetzt. Am 16. Februar 1942 wurde er Inspektionschef im Offizieranwärterlehrgang an der Panzertruppenschule in Wünsdorf, am 1. April 1942 zum Hauptmann ernannt und ab dem 11. Oktober 1942 Taktiklehrer im Offizieranwärterlehrgang an der Panzertruppenschule. Ab dem 19. Februar 1943 wurde er als Adjutant beim Generalinspekteur der Panzertruppen, Generaloberst Heinz Guderian, verwendet war ab dem 1. Juli 1943 als Teil der Führerreserve zunächst zur 24. Infanterie-Division und ab dem 1. November 1943 zur L. Armeekorps kommandiert. Von Februar bis Juli 1944 absolvierte er den 13. Generalstabslehrgang an der Kriegsakademie in Hirschberg im Riesengebirge, wo er am 1. Mai 1944 zum Major befördert wurde. Anschließend wurde er in den Generalstab versetzt und am 5. August 1944 zur Chef des Generalstab des Heeres zur besonderen Verwendung kommandiert. Am 16. August 1944 wurde er als Erster Generalstabsoffizier zur Panzergruppe Graf Strachwitz kommandiert, war vom 30. September bis 19. November 1944 in der Führerreserve und ab dem 20. November 1944 Zweiter Generalstabsoffizier der 10. Panzer-Grenadier-Division. Er wurde für das Ritterkreuz des Eisernen Kreuzes vorgeschlagen. Ab Februar 1945 war er wieder in der Führerreserve und von April 1945 bis Januar 1946 in US-amerikanischer Kriegsgefangenschaft.

### Nachkriegszeit
Von April 1946 bis Juli 1948 war Becke Apotheker-Praktikant und Assistent in Königswinter und Bochum. Im August 1948 begann er ein Pharmaziestudium an der Rheinischen Friedrich-Wilhelms-Universität Bonn, das er aber aus finanziellen Gründen im August 1949 aufgab. Von August 1949 bis März 1956 war er kaufmännischer Angestellter und Verkaufsleiter im Autohaus Müller in Düsseldorf.

### Bundeswehr
Am 16. März 1956 wurde Becke als Major in die Bundeswehr eingestellt und war zunächst bis August 1958 Referent im Referat V A (Offizier-/Unteroffizierausbildung) im Bundesministerium der Verteidigung in Bonn. Von September 1958 bis März 1959 nahm er am 14. Lehrgang am NATO Defense College in Paris teil. Im Folgenden war von April 1959 bis September 1966 er Referatsleiter im Führungsstab der Bundeswehr II 1, II 3, II 4 (ab Juli 1962) und II 2 (ab Oktober 1965) im Bundesministerium der Verteidigung. Im Oktober 1966 übernahm er als Brigadekommandeur das Kommando über die Panzergrenadierbrigade 29 in Pfullendorf, die unter seiner Führung zur Panzerbrigade 29 umgegliedert und nach Sigmaringen verlegt wurde. Im April 1969 wurde er Stabsabteilungsleiter II (Militärisches Nachrichtenwesen der Bundeswehr) im Führungsstab der Streitkräfte im Bundesministerium der Verteidigung, wo er am 21. August 1969 zum Brigadegeneral ernannt wurde. Mit Ablauf des März 1975 wurde er in den Ruhestand versetzt.

## Auszeichnungen
- 16. Dezember 1941: Deutsches Kreuz in Gold
- 24. Februar 1945: Verwundetenabzeichen
- Juni 1973: Verdienstkreuz I. Klasse des Verdienstordens der Bundesrepublik Deutschland